# الأولمبياد العلمي السوري
الأولمبياد العلمي السوري هو مسابقة في العلوم الأساسية (الرياضيات، الفيزياء، الكيمياء، المعلوماتية وعلم الأحياء الروبوتيك المناظرات المدرسية)، لطلاب المرحلة ما قبل الجامعية تهدف إلى تدريب جيل مبدع من الشباب، قادر على الفعل والتفاعل مع عصر العلوم والمعرفة.

## مراحل المسابقة
تجري المسابقة لاختصاصات (الرياضيات، الفيزياء، الكيمياء، المعلوماتية وعلم الأحياء) من خلال اختبارات تتمّ على عدّة مراحل:
- المرحلة الأولى (على مستوى المناطق) ويشارك فيها جميع الطلاب المسجلين عبر الشابكة.
- المرحلة الثانية (على مستوى المحافظة) ويشارك فيها الطلاّب المتأهلين بنتيجة اختبارات المرحلة الأولى، ويتحدّد بنتيجتها الفرق العلمية للمحافظات في الاختصاصات الخمسة.
- المرحلة الثالثة (على مستوى القطر) وهي الاختبارات المركزية، ويُشارك فيها الفرق العلمية للمحافظات، ويتمّ بنتيجتها تحديد الفرق العلمية الوطنية في الاختصاصات الخمسة (خمسة عشر طالباً في كل اختصاص).

## لمحة تاريخية
تم البدء بتنفيذ الاولمبياد العلمي السوري في عام 2006 من خلال إجراء تصفيات على مستوى القطر بدءً من المدارس ثم المناطق ثم المحافظة وبناءً على هذه التصفيات يتم تشكيل فرق مؤلفة من /15/ متسابق ومتسابقة لكل محافظة للمشاركة في التصفيات النهائية فيبلغ عدد أعضاء فرق المحافظة في التصفيات النهائية 215 متسابق ومتسابقة.
ليتم تصفيتهم واختيار العشرة لأوائل في كل اختصاص.
لاحقا ولتحقيق مزيد من العدل أصبح المتأهلون إلى الاختبارات المركزية هم الطلاب الستون الأوائل على مستوى القطر في اختبار المحافظات الموحّد. ,وفي العام 2019 أحدثت هيئة التميز والإبداع في الجمهورية العربية السورية كهيئة مستقلة بمرسوم. وتشمل هيئة التميز والإبداع كل من الأولمبياد العلمي السوري، البرامج الأكاديمية، والمركز الوطني للمتميزين.

## الهيئة الوطنية للاولمبياد العلمي السوري
هي منظمة علمية أهلية

### مجلس إدارة الهيئة
يتألف مجلس الإدارة من:
- رئيس الهيئة
- ممثل عن وزارة التعليم العالي بمرتبة مدير يسميه وزير التعليم العالي
- ممثل عن وزارة التربية بمرتبة مدير يسميه وزير التربية
- ممثل عن وزارة الاتصالات والتقانة بمرتبة مدير يسميه وزير الاتصالات والتقانة
- ممثل عن مركز الدراسات والبحوث العلمية يسميه مدير المركز
- ممثل عن هيئة الطاقة الذرية يسميه مدير هيئة الطاقة الذرية
- ممثل عن هيئة الاستشعار عن بعد يسميه مدير الاستشعار عن بعد
- طالب من الشباب القدامى الذين شاركوا في الأولمبيادات الدولية السابقة
- أمين سر الهيئة

و بهذا يكون هناك ثلاث وزاراة وثلاث مراكز بحثية تشرف على تقدم الاولمبياد العلمي السوري

## المشاركة السورية في الاولمبيادات الدولية

### المشاركة في العام 2008
- اولمبياد الكيمياء: الذي عقد في دولة هنغاريا في الفترة الواقعة من 12 ولغاية 21 (7/2008) في العاصمة الهنغارية بودابست المشاركة السورية كانت بصفة مراقب بوفد مكون من مشرفين اثنين وثلاثة طلاب من الفائزين في الاولمبياد الوطني للعام 2008.
- أوليمبياد الرياضيات: الذي عقد في دولة إسبانيا في الفترة الواقعة من 10 ولغاية 22 (7/2008) في العاصمة الإسبانية مدريد المشاركة السورية كانت بصفة مراقب بوفد مكون من مشرفين اثنين فقط.

ولم يتم قبول مشاركة الطلاب بصفة زوار من قبل الدولة المستضيفة لتشدد اللجنة الدولية لاولمبياد في عدم قبول زوار في الاولمبياد.
- اولمبياد الفيزياء: الذي عقد في دولة فيتنام في الفترة الواقعة من 20 ولغاية 29 (7/2008) في العاصمة الفيتنامية هانوي المشاركة السورية كانت بصفة مراقب بوفد مكون من مشرف واحد وخمسة طلاب من الفائزين في الاولمبياد الوطني على مدى العامين 2008-2009.

### المشاركة في العام 2009
- أولمبياد الرياضيات: الذي عقد في دولة ألمانيا الاتحادية في الفترة الواقعة من 10 ولغاية 22 (7/2009)[4]
- اولمبياد الكيمياء: الذي عقد في دولة بريطانيا في الفترة الواقعة من 18 ولغاية 27 (7/2009) في جامعة كامبردج البريطانية وجامعة أكسفورد. المشاركة فيه كانت بصفة مراقب بوفد مؤلف من مشرفين اثنين فقط.
- اولمبياد الفيزياء: الذي عقد في دولة المكسيك في الفترة الواقعة من 12 ولغاية 19 (7/2009) في ميريدا في مقاطعة يوكاتان، تم الاعتذار عن المشاركة فيه بسبب تفشي وباء انفلونزا الخنازير في المكسيك والمخاطر الصحية التي تترتب على المشاركة.

### المشاركة في عام 2010
- اولمبياد الكيمياء: الذي عقد في دولة اليابان في الفترة الواقعة من 19 ولغاية 28 (7/2010).
- أوليمبياد الرياضيات: الذي عقد في دولة كزخستان في الفترة الواقعة من 2 ولغاية 14 (7/2010) وقد حقق به الفريق شهادتي تقدير [5]
- اولمبياد الفيزياء: الذي عقد في دولة كرواتيا في الفترة الواقعة من 17 ولغاية 25 (7/2010).
- اولمبياد الكيمياء العربي الذي عقد في  الإمارات العربية المتحدة بتاريخ 31/7 ولغاية 4/8/2010 وقد حصل به الفريق الوطني على ميداليتين فضيتين وميداليتين برونزيتين.

### المشاركة في العام 2011
- اولمبياد الرياضيات: الذي عقد في دولة هولندا في الفترة الواقعة من 16 ولغاية 24 تموز 2011 ونال الفريق السوري فيه شهادة تقدير [6]
- اولمبياد الكيمياء: الذي عقد في دولة تركيا في الفترة الواقعة من 9 ولغاية 18 تموز 2011 .
- اولمبياد الفيزياء: الذي عقد في دولة تايلاند في الفترة الواقعة من 10 ولغاية 18 تموز 2011.
- أولمبياد الرياضيات الأسيوي: الذي عقد في اليابان في شهر آذار لعام 2011

### المشاركة في العام 2012
- اولمبياد الرياضيات: الذي عقد في الأرجنتين في الفترة الواقعة من 4 ولغاية 16 تموز 2012 ونال الفريق السوري فيه شهادة تقدير.
- اولمبياد الكيمياء: الذي عقد في الولايات المتحدة الأمريكية في الفترة الواقعة من21 ولغاية 30 تموز 2012 .
- اولمبياد الفيزياء: الذي عقد في استونيا في الفترة الواقعة من 15 ولغاية 42 تموز 2012 . ونال الفريق السوري 3 شهادات تقدير
- اولمبياد المعلوماتية: الذي عقد في إيطاليا في الفترة الواقعة من 23 ولغاية 30 أيلول 2012 ونال فيها الفريق السوري ميدالية برونزية.
- أولمبياد الرياضيات الأسيوي: الذي عقد في اليابان في شهر آذار لعام 2012 ونال الفريق السوري شهادتين تقدير.

## وصلات خارجية
- الموقع الرسمي لأولمبياد الفيزياء: القديم و الحالي
- الموقع الرسمي لأولمبياد الكيمياء العالمي
- الموقع الرسمي لأولمبياد الدولي للمعلوماتية
- الموقع الرسمي لأولمبياد الرياضيات العالمي